# Ubi Caritas

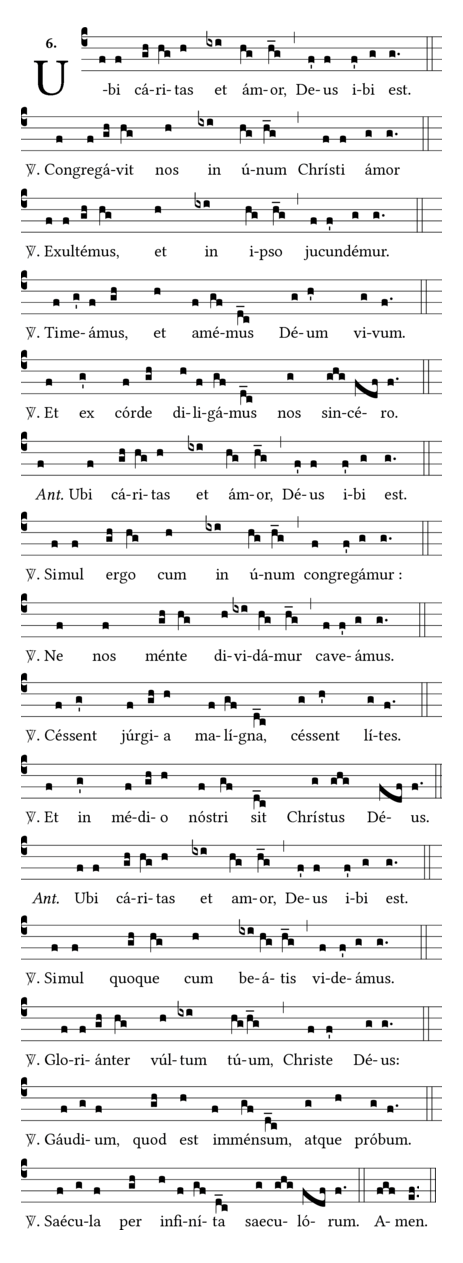

Ubi caritas is een hymne uit de katholieke kerk. Volgens de traditie wordt het gezongen tijdens de voetwassing op Witte Donderdag.
De oorspronkelijke tekst is in het Latijn. Het lied wordt genoemd naar de eerste twee woorden die betekenen: Waar naastenliefde (is).
De tekst is gebaseerd op de eerste brief van Johannes uit de bijbel.
Er bestaan ook andere versies in het Latijn, die dan wel met deze twee woorden beginnen, en vertalingen.

## Tekst
| Latijn | Nederlands |
| --- | --- |
| Ubi caritas et amor, Deus ibi est. Congregavit nos in unum Christi amor. Exultemus, et in ipso jucundemur. Timeamus, et amemus Deum vivum. Et ex corde diligamus nos sincero. Ubi caritas et amor, Deus ibi est. Simul ergo cum in unum congregamur: Ne nos mente dividamur caveamus. Cessent jurgia maligna, cessent lites. Et in medio nostri sit Christus Deus. Ubi caritas et amor, Deus ibi est. Simul quoque cum beatis videamus, Glorianter vultum tuum, Christe Deus. Gaudium quod est immensum, atque probum: Saecula per infinita saeculorum. Amen. | Waar vriendschap heerst en liefde, daar is God. Christus' liefde heeft ons tot eenheid gebracht. Laat ons juichen en blij zijn in Hem. Laat ons , Hem vrezend, oprecht beminnen de God die leeft. en van harte goed zijn met elkaar. Waar vriendschap heerst en liefde, daar is God. Laat ons dus, nu we hier te zamen zijn Zorgen dat er geen verdeeldheid heerst. Geen wrok meer, geen onenigheid, Moge Christus in ons midden zijn. Waar vriendschap heerst en liefde, daar is God. O Christus, God, toon ons uw heerlijkheid, met uw heiligen die bij U zijn. Die vreugde zal zuiver zijn en zonder maat, en duren tot in eeuwigheid. Amen. |